# مايك باري
مايك باري (بالإنجليزية: Mike Barry) (22 مايو 1953 بكينغستون أبون هال في المملكة المتحدة - ) هو لاعب كرة قدم بريطاني في مركز الوسط. شارك مع منتخب ويلز تحت 21 سنة لكرة القدم. أما مع النوادي، فقد لعب مع نادي بريستول روفيرز ونادي كارلايل يونايتد وهدرسفيلد تاون وواشنطن ديبلومتس وبيتسبرغ سبيريت ‏ وكليفلاند كوبراز ‏ وكليفلاند فورس ‏ وColumbus Capitals ‏ وColumbus Magic ‏ وNew Jersey Rockets (MISL) ‏.

## وصلات خارجية
- مايك باري على موقع قاعدة بيانات كرة القدم.إي يو (الإنجليزية)